# Tursko Wielkie (gromada)
Tursko Wielkie – dawna gromada, czyli najmniejsza jednostka podziału terytorialnego Polskiej Rzeczypospolitej Ludowej w latach 1954–1972.
Gromady, z gromadzkimi radami narodowymi (GRN) jako organami władzy najniższego stopnia na wsi, funkcjonowały od reformy reorganizującej administrację wiejską przeprowadzonej jesienią 1954 do momentu ich zniesienia z dniem 1 stycznia 1973, tym samym wypierając organizację gminną w latach 1954–1972.
Gromadę Tursko Wielkie z siedzibą GRN w Tursku Wielkim utworzono – jako jedną z 8759 gromad na obszarze Polski – w powiecie sandomierskim w woj. kieleckim, na mocy uchwały nr 13j/54 WRN w Kielcach z dnia 29 września 1954. W skład jednostki weszły obszary dotychczasowych gromad Tursko Wielkie, Zawada, Trzcianka Górna i Sworoń ze zniesionej gminy Tursko Wielkie w tymże powiecie.
Dwa dni później, 1 października 1954, gromada weszła w skład nowo utworzonego powiatu staszowskiego w tymże województwie, gdzie ustalono dla niej 14 członków gromadzkiej rady narodowej.
31 grudnia 1959 do gromady Tursko Wielkie przyłączono obszar zniesionej gromady Matiaszów.
1 stycznia 1969 do gromady Tursko Wielkie przyłączono wsie Ossala, Ossala Lesisko, Niekrasów i Strużki ze zniesionej gromady Strużki; z gromady Tursko Wielkie wyłączono natomiast wieś Zawada, włączając ją do gromady Połaniec w tymże powiecie.
Gromada przetrwała do końca 1972 roku, czyli do kolejnej reformy gminnej.